# 글로리아 디아스
글로리아 디아스(Gloria Diaz, 1951년 4월 5일 ~ )는 필리핀의 배우, 사회자, 미인 대회 우승자이다. 1969 미스 유니버스 우승자로, 미스 유니버스 타이틀을 획득한 최초의 필리핀인이다.

## 참여 작품

### 텔레비전
- 채울 수 없는 시즌 2
- 로스 바스타르도스
- 파밀리아 로세스
- 마그파카일란만
- 마알라알라 모 카야
- 원 헌드레드 데이즈 투 헤븐

## 같이 보기
- 피아 워츠바흐
- 카트리오나 그레이